# Zamrznutý kotol
Zamrznutý kotol i Zamrznutý kotol pod Poľským hřebenem, nesprávně Zmrznutý kotol (pod Poľským hřebenem) ( polsky Kocioł pod Polskim Grzebieniem německy Kessel des Gefrorenen Sees maďarsky Fagyott-tó-katlan je nejvyšším stupněm Svišťovej doliny pod Poľským hřebenem ve Vysokých Tatrách. Uzávěr tvoří úsek hlavního hřebene Vysokých Tater od Divej veže po Velický štít a vyšná část severovýchodního vedlejšího hřebene Velického štítu. Od vlastní Svišťovej doliny ho dělí 10 až 30 m vysoký morénový val. 

## Název
Kotli dalo název Zamrznuté pleso pod Poľským hřebenem, které bývá do pozdního léta pokryté ledem a sněhem. 

## Přírodopis
Na dně kotle je Zamrznuté pleso a o něco dále na sever dvě malé plieska Zamrznuté oká. Vody z kotle a Zamrznutého plesa nejprve odtékají pod zemí a potom bezejmennými potůčky se spojují s odtokem z Kačacieho plieska a potůčky Litvorovej priehyby a Litvorového plesa ve Svišťovej dolině. Kotel je pravděpodobně největším v celých Tatrách, který nemá povrchový odtok vody. Dlouho do léta je pokryt sněhem a ledem. Často bývá navštěvován turisty. 

## Turistika
Po  modré turistické značce z Lysé Poľany vede podél pravém břehu Bielej vody lesní cesta (pohodlná i pro starší turisty) na Bielovodskou poľanu, kde v jejím středu stojí Lesovna. V horní části doliny, pod Bielovodsku veží je Poľana pod Vysokou. Značená cesta vede Bielovodskou dolinou kolem Rozpadlin, Spismichalovej doliny, Litvorového žlabu, Rovienok, Svišťovej doliny, které jsou po levé straně turistického chodníku do Litvorovej doliny a do Zamrznutého kotla, kde se cesty rozdělují po  modré značce do Prielomu a na Zbojnickou chatu ve Velké Studené dolině a po  zelené značce přes Poľský hřeben do Velické doliny a na Sliezský dom . 